# 콜린 듀허스트
콜린 듀허스트(Colleen Dewhurst, 1924년 6월 3일 ~ 1991년 8월 22일)는 미국의 배우이다.

## 작품

### 영화 및 텔레비전 영화
- 파계 (1959년 영화)
- 라스트 런 (1971년 영화)
- 11인의 카우보이
- 애니 홀
- 사랑이 머무는 곳에 (1978년 영화)
- 최후의 임무
- 데드존
- 빨간머리 앤 - 선생님이 된 앤
- 엑소시스트 3
- 랜턴 힐
- 사랑을 위하여 (1991년 영화)

### 텔레비전 영화 외 텔레비전 작품
- 블루문 특급
- 머피 브라운

### 연극
- 느릅나무 그늘의 욕망
- 탬벌레인 대왕
- 상복이 어울리는 엘렉트라
- 누가 버지니아 울프를 두려워하랴
- 밤으로의 긴 여로 (희곡)